# Ein Mann zuviel
Ein Mann zuviel (Originaltitel: Un homme de trop) ist ein französisch-italienisches Filmdrama von Costa-Gavras aus dem Jahr 1967 mit Jean-Claude Brialy und Bruno Cremer sowie Jacques Perrin, Gérard Blain, Claude Brasseur und Michel Piccoli, der „den Mann zuviel“ verkörpert, in den Hauptrollen. Das Drehbuch des Films beruht auf dem gleichnamigen 1958 erschienenen Roman von Jean-Pierre Chabrol.

## Handlung
Während des Zweiten Weltkriegs werden mit einer Blitz-Befreiungsaktion aus einem deutschen Gefangenenlager zwölf zum Tode verurteilte französische Widerstandskämpfer der Résistance gerettet. Nach der geglückten Aktion, die von Cazal geleitet wurde, stellt sich heraus, dass sich noch ein dreizehnter Mann unter den Entflohenen befindet. Da er deutsche Stiefel trägt und seine Identität nicht feststeht, wird er als Gefangener mitgenommen. Obwohl er sich negativ über Kämpfer und Soldaten aller Nationen äußert, hilft er der Gruppe bei ihren Aktionen, und lässt Fluchtmöglichkeiten ungenutzt. Trotzdem wird seine Exekutierung beschlossen, als Cazal von der Zentrale der Résistance die Mitteilung bekommt, dass er ein Krimineller sei. Cazal bestimmt Thomas zu seinem Henker, der den Fremden zum nahen Fluss führt. Der Mann erzählt ihm seine Geschichte und gesteht, dass er als Pazifist zum Deserteur geworden sei. Thomas glaubt seinen Worten und lässt ihn entkommen.
Cazal kommt mit seinen Kämpfern zu spät, um einer anderen Widerstandsgruppe gegen die deutsche Übermacht helfen zu können. Schließlich werden einige von ihnen selbst von den deutschen Soldaten überwältigt. Als Cazal flüchten kann, sollen die anderen an einer Eisenbahnbrücke gehängt werden; auch der Fremde befindet sich darunter. Cazal kann mit seinen verbliebenen Männern durch eine Sprengung der Straße seine Verfolger abschütteln. Als Thomas gehängt wird, gelingt dem Unbekannten über die Stahlkonstruktion der Brücke die Flucht.

## Anmerkung
Nach seinem gelungenen Debüt mit Mord im Fahrpreis inbegriffen wandte sich Regisseur Costa-Gavras bereits jenem Thema zu, das seine Karriere dominieren sollte: dem politischen Film. Anders als in klassischen Ausbruchsfilmen geht es ihm weniger um die Befreiungsaktion selbst als um den moralischen Konflikt, den die Männer mit dem Unbekannten haben. Mit Jacques Perrin, der bereits in Costa-Gavras’ Erstling die Hauptrolle gespielt hatte, sollte er noch weitere Filme drehen. Der junge Marc Porel, der von seinem Partner Jean-Claude Brialy entdeckt wurde, gab in der Nebenrolle des Octave sein Filmdebüt.

## Produktion und Veröffentlichung
Produziert wurde der Film von Les Productions Artistes Associés, der Terra Film und in Co-Produktion von Sol Produzione. Für den Verleih war United Artists zuständig.
In Frankreich lief der Film am 5. April 1967 an, im Juli 1967 wurde er auf dem Moscow Film Festival gezeigt. In der Bundesrepublik Deutschland kam er am 24. November 1967 in die Kinos. Unter seinem internationalen Titel Shock Troops wurde er im September 1968 in den USA aufgeführt. In Dänemark wurde er am 20. August 2005 auf dem Copenhagen International Film Festival gezeigt. In Italien lief er unter dem Titel Il 13º uomo.
Außerdem wurde er in folgenden Ländern vermarktet: Finnland, Schweden, Spanien, Türkei, Griechenland, Brasilien, Argentinien, Uruguay und Polen.

## Drehorte
Der Film wurde an folgenden Orten gedreht:
- Gefängnisbefreiung und Überfall auf die Stadt: Saint-Flour (Cantal)
- Verstecken des LKWs in einer Haarnadelkurve vor den Verfolgern bei Alleuze
- Die Kontrolle des Busses durch die Wehrmacht am Nordrand von Alès
- Einzelne Szenen: Uzès
- Das Haus der Camisarden: Saint-Martin-de-Boubaux
- Der Überfall der Deutschen auf die andere Resistance-Gruppe bei dem Weiler Suzon am Mont Bouquet (Gard)
- Die Schlussszenen beim Garabit-Viadukt

## Kritik
„Spannend und brillant inszeniert.“

Howard Thompson von der New York Times war der Ansicht, der Film habe in Costa-Gavras einen „brillanten Regisseur“ und eine „großartige“, überwiegend männliche Besetzung, die mit Herzblut für ihr Land kämpfe, darunter Jean-Claude Brialy, Bruno Cremer, Jacques Perrin, Gerard Blain, François Perrier und Charles Vanel. Thompson lobte, wie Costa-Gavras die Aktionen der Rebellen gegen die Nazis an wechselnden Schauplätzen temporeich und gut fotografiert umgesetzt habe. In der ersten Hälfte des Films werde einem kaum eine Atempause gewährt, allerdings seien die teils schwer zu entschlüsselnden Szenen auch verwirrend. Zu viel Zeit werde auch für den verdächtigen, von Michel Piccoli gespielten, Pazifisten aufgewandt.
Die USCCB befand, der Film sei ähnlich wie andere Filme über die Résistance, obwohl die Actionszenen geradezu dokumentarisch und dadurch sehr wirksam seien. Die Schlagworte des Films seien: „Krieg, Gewalt und Brutalität“. Laut Evangelischem Filmbeobachter handelt es sich um einen „Abenteuerfilm mit Tiefgang“ und um „spannende Unterhaltung“.